# Cantrell Peak
Cantrell Peak är en bergstopp i Antarktis. Den ligger i Östantarktis. Nya Zeeland gör anspråk på området. Toppen på Cantrell Peak är 1 895 meter över havet. Cantrell Peak ingår i Everett Range.
Terrängen runt Cantrell Peak är kuperad söderut, men norrut är den bergig. Cantrell Peak är den högsta punkten i trakten. Trakten är obefolkad. Det finns inga samhällen i närheten.